# Mary Ann Mobleyová
Mary Ann Mobleyová (Mobley, * 17. února 1939, Biloxi Mississippi, USA – 9. prosince 2014, Beverly Hills, Kalifornie) byla americká herečka známá také jako Miss America z roku 1959.
Hrála především v televizních seriálech. Mezi významnější filmové role patří hlavní ženská role ve filmu Harum Scarum, komediálním muzikálu s Elvisem Presleym z roku 1965. Ve stejném roce hrála i v dalším „Presleyho“ komediálním muzikálu Girl Happy, v gangsterce Young Dillinger a také získala tehdy udělovaný Zlatý glóbus v kategorii Nová hvězda roku – herečka.